# The Repercussions of Angelic Behavior
The Repercussions of Angelic Behavior – album studyjny Billa Rieflina, Roberta Frippa i Treya Gunna, wydany 9 listopada 1999 roku w Stanach Zjednoczonych nakładem First World Music jako CD. 

## Album

### Historia
W kwietniu 1997 roku Robert Fripp, Trey Gunn i były perkusista Ministry Bill Rieflin zebrali się na wspólnej sesji nagraniowej w Seattle. Zrealizowany wówczas album zawiera bogatą, improwizowaną muzykę, mieszczącą się w podobnym formacie co wydawane w tym samym czasie albumy poszczególnych formacji ProjeKcts (ProjeKct One, ProjeKct Two, itp.). Na okładce albumu nie ma listy utworów ani napisów końcowych, jedynie na płycie CD umieszczono informację, że „dla pełnego efektu wymagane jest losowe odtwarzanie”. 

### Lista utworów
Lista i informacje według Discogs:
| 1.  | Strangers On A Train                 | 7:38  |
|     |                                      |       |
| 2.  | Blast, Pt. 1                         | 3:39  |
|     |                                      |       |
| 3.  | Lost And Found Highway               | 8:48  |
|     |                                      |       |
| 4.  | Hootenanny At The Pink Pussycat Cafe | 2:12  |
|     |                                      |       |
| 5.  | Heard, Not Seen                      | 2:22  |
|     |                                      |       |
| 6.  | Blast, Pt. 2                         | 3:50  |
|     |                                      |       |
| 7.  | Retarded (With Steam)                | 7:11  |
|     |                                      |       |
| 8.  | Re-Entry                             | 4:04  |
|     |                                      |       |
| 9.  | Brown Soufflé                        | 4:23  |
|     |                                      |       |
| 10. | Last Stop                            | 9:24  |
|     |                                      |       |
|     |                                      | 53:31 |
|     |                                      |       |

### Muzycy
- Bill Rieflin
- Robert Fripp
- Trey Gunn

## Opinie krytyków
Według Jima Brenholtsa z AllMusic The Repercussions of Angelic Behavior to „rockowa płyta z klimatycznymi brzmieniami” i „nowy rodzaj awangardy”. Autor uważa, że „fani Frippa szukający brzmienia podobnego do jego pracy z King Crimson nie będą zawiedzeni”.
Glenn Astarita z All About Jazz podkreśla, że muzycy zaprezentowali „prawdziwie energetyczną grę”. The Repercussions of Angelic Behavior jest – jego zdaniem „wciągającą i elektryzującą prezentacją”, a „ogólne doświadczenie jest w pełni satysfakcjonujące”.